# Winnertzia argentata
Winnertzia argentata är en tvåvingeart som beskrevs av Boris Mamaev 1964. Winnertzia argentata ingår i släktet Winnertzia och familjen gallmyggor. Inga underarter finns listade i Catalogue of Life.